# Ángel Elvira López
Ángel Elvira López (San Sebastián 1888 - 1973) fue un médico pediatra español pionero de la pediatría en Guipúzcoa.
Contribuyó al desarrollo de la pediatría desde diversas instituciones en San Sebastián como la Gota de Leche.

## Biografía
Nació en San Sebastián (España) y se licenció en medicina por la Universidad de Madrid.
Leyó su tesis doctoral en la misma Universidad en 1915 y pasó a ejercer la pediatría en San Sebastián.
Fue médico de diversas instituciones benéfico-asistenciales destacando la Gota de Leche de San Sebastián.
Hasta principios del siglo XX la atención médica infantil la desarrollaban los médicos generales y los obstetras.
A modo de ejemplo, en la Casa Cuna de Fraisoro, hasta 1945 la atención obstétrica y pediátrica con más de 300 niños ingresados  la atendía el médico  titular de Villabona.
Ángel Elvira junto con Felipe Errandonea y Vicente Arístegui son considerados los primeros pediatras, propiamente dichos, de Guipúzcoa . En 1923, con la especialidad ya consolidada, organizó junto con otros compañeros el II Congreso Nacional de Pediatría en San Sebastián.
Falleció en San Sebastián en 1973.